# Kolonialismens svarta bok
Kolonialismens svarta bok: 1500-2000: från utrotning till självrannsakan (på originalspråket franska: Le livre noir du colonialisme: XVIe-XXIe siècle: de l'extermination à la repentance) är en bok från 2003 som består av en samling artiklar om kolonialismen och dess fasor, skrivna av olika historiker. Bokens redaktör är Marc Ferro, en fransk historiker, som själv skrivit introduktionen och två artiklar. Boken är indelad i fem delar, förutom inledning och slutord. I den första delen berättas om utrotningen av indianer och aboriginer. I den andra berättas om slaveri och människohandel, särskilt i USA. Den tredje delen har titeln "Dominans och motstånd" och berättar bland annat om iberisk, holländsk, brittisk, fransk, arabisk och japansk imperialism och kolonialism. Den fjärde delen har titeln "Kvinnan och kolonialismen" och den sista delen behandlar bland annat antikolonialismen. Boken har översatts bland annat till engelska ("The Black Book of Colonialism") och svenska (2005).